# روکهاوزن
روکهاوزن (به آلمانی: Rockhausen) یک شهر در آلمان است که در ایلم-کرایس واقع شده‌است. روکهاوزن ۲۶۷ نفر جمعیت دارد.